# Son Corró
Són Corró és un jaciment arqueològic, concretament un santuari posttalaiòtic (segles V-II aC), situat al municipi de Costitx, a l'illa de Mallorca. Es troba al quilòmetre 2,8 de la carretera de Sencelles a Costitx, en un turó suau. Va ser descobert a finals del segle xix juntament amb els tres Caps de Toro de bronze, actualment conservats al Museu Arqueològic Nacional d'Espanya. L'any 1995, el jaciment va ser restaurat enmig d'una certa controvèrsia, amb el finançament de l'Ajuntament de Costitx i el Govern Balear. Actualment, està adaptat per a la visita pública.

## Localització
Situat a mà dreta de la carretera Sencelles-Costitx. A uns 100 m de la carretera es poden veure les columnes del santuari.

## Història
Aquest santuari data de l'època posttalaiòtica, coneguda per alguns autors com l'època talaiòtica III, que es pot situar, a Balears, del segle v aC. fins a la conquesta romana per Cecili Metel l'any 123 aC, data en què acaba la "vida indígena independent".
Durant aquest període, les Balears intensifiquen els contactes amb els pobles mediterranis veïns, cosa que les fa implicar-se en les guerres que sostenen romans i cartaginesos per dominar la Mediterrània. La romanització no assolí eliminar la cultura existent, sobretot a les zones rurals i muntanyenques. A partir d'aquest moment apareix la cultura epitaliòtica, període romà, que anirà extingint a poc a poc la cultura posttalaiòtica.

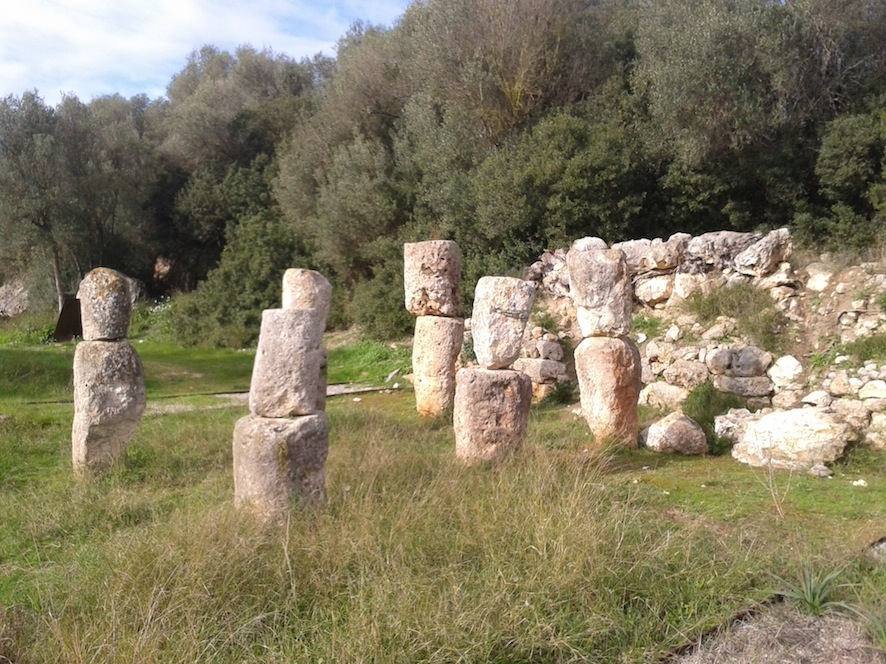
Santuari de Son Corró

Era propi d'aquesta època construir santuaris en forma de ferradura, com aquest, on s'elaborava un gran culte taurolàtric, al toro, que podria ser un dels símbols religiosos dels habitants balears d'aquella època. A part del bou, retien culte als coloms i aguilons, a part de les astes o banyes soltes que s'han trobat en jaciments com aquest, santuari de Son Corró, o a la Cova Monja (Sencelles).
El jaciment es descobrí l'any 1895, durant les obres de remodelació d'un mur de bancal per ampliar la zona de conreu de la finca. El llavors director del Museu Arqueològic Lul·lià, Bartomeu Ferrà, hi intervingué documentant i recuperant materials arqueològics, en feu els plànols i documentà el traçat dels murs i la localització dels tretze tambors o pilars monolítics, de tendència cilíndrica i de 55–75 cm de diàmetre.
El 1995, l'Ajuntament de Costitx va adquirir el solar on se situa el santuari i començà una campanya de reexcavació i restauració dirigida pel Dr. Rosselló Bordoy, que remuntà els tambors documentats per Bartomeu Ferrà.

## Descripció del jaciment
Situat en un turó de 5 a 10 m sobre el terreny circumdant, a més de 20 km de la mar, en el cor de Mallorca, trobem aquest santuari envoltat d'alzinars i coscollars d'ullastre i margalló on domina la garriga. Aramburu-Zabala diu que el santuari de Son Corró podria haver pertangut al poblat del Pujol.
Aquest jaciment té una planta absidal, amb una sala hipòstila, la qual degué tenir una funció primària de caràcter comunal, politicosocial, que derivaria en altres funcions, com a santuari taurolàtric. El formen set columnes que van des de les més petites a les més altes per parelles, i la setena n'és l'altar. Les columnes més altes fan 2,10 m, i les més baixes mig metre. La seua superfície fa 5 m de llarg per 4 d'ample.

## Caps de toro

### Descobriment i conservació
Al costat de les restes arqueològiques del santuari de Són Corró es van descobrir tres caps de toro de bronze, juntament amb altres materials arqueològics. Aquestes peces han estat objecte de debat tant pel seu significat com pel seu origen. Tot i que no hi ha consens definitiu, es creu que podrien haver estat símbols de divinitats associades a la ramaderia, la fecunditat o la guerra. També es discuteix si van ser fabricades pels balears a l'illa o bé importades de centres més refinats.
Quan les peces van ser trobades a finals del segle xix, Bartomeu Ferrà va advertir que el descobridor havia rebut ofertes per vendre-les per 3.500 pessetes. Va proposar a la Diputació Provincial adquirir-les i fer-ne còpies amb motlles, però ni aquesta institució ni la Societat Arqueològica Lul·liana van poder assumir-ne el cost. Això va obrir la porta a l'interès del Museu del Louvre per comprar-les. No obstant això, finalment van ser adquirides per l'estat espanyol i avui dia es conserven al Museu Arqueològic Nacional d'Espanya, a Madrid.

### Reivindicacions
Des de finals del segle xx, l'Ajuntament de Costitx ha intentat, sense èxit, recuperar els Caps de Toro perquè tornin a Mallorca. En aquesta línia, ha sol·licitat suport al Consell de Mallorca i al Govern Balear.
L'Ajuntament va aprovar, en una sessió ordinària del 31 d'octubre de 1979, demanar la col·laboració d'altres municipis perquè el Consell de Mallorca sol·licités el dipòsit de les estàtues al Museu de Mallorca. El 1980, l'alcaldessa de Costitx es va reunir a Madrid amb el director del Museu Arqueològic i, posteriorment, amb el ministre de Cultura per formalitzar la petició. Com que la sol·licitud no va obtenir resposta positiva, el tema es va reprendre en una sessió ordinària el 27 de juny de 1985.
A més, s'han dut a terme diverses iniciatives per sensibilitzar la població sobre la importància del conjunt arqueològic. Entre aquestes, l'Ajuntament ha premiat els guanyadors dels concursos de pintura Vila de Costitx amb petites figures de bronze en forma de bou. També, el 2008, durant les festes patronals de la Mare de Déu, els caps de toro es van representar per primera vegada en forma de “caps grossos” que van sortir pels carrers per animar la festa amb el suport del consistori.

### Iniciatives polítiques i parlamentàries recents
Diverses institucions han intentat impulsar la recuperació del patrimoni cultural de Mallorca que es troba fora de l'illa.
El 7 de març de 2005, el Partit Socialista de Mallorca-Entesa (PSM-Entesa) va presentar una moció al Consell de Mallorca perquè el Govern Balear negociés el dipòsit dels bous de Costitx. La proposta no va prosperar per falta de majoria absoluta. No obstant això, el 4 d'abril del mateix any, el partit va presentar una nova moció que, en aquest cas, va ser aprovada per unanimitat.
Al Parlament de les Illes Balears, el 10 de març de 2005, el PSM-Entesa va presentar una proposició no de llei demanant la recuperació de les peces, la qual va ser aprovada per assentiment.
El tema també es va portar al Congrés dels Diputats. El 18 d'abril de 2006, el portaveu del Grup Parlamentari Català va presentar una proposició no de llei a la Comissió de Cultura del Congrés per reclamar el retorn de diverses peces del patrimoni històric de les Illes Balears, entre elles els Caps de Toro. No obstant això, en la votació del 21 de juny de 2006, només es van comptabilitzar 3 vots a favor i 33 en contra, fet que va frustrar, novament, les aspiracions de recuperació.

## Grau de conservació i potencialitat per a la visita
Quant al grau de conservació del jaciment, a Son Corró s'identifiquen diverses estructures. Se'n poden distingir sis columnes formades cadascuna per dues meitats unides entre si. Trobem també una setena estructura en forma de mitja columna que tenia la funció d'altar. Quant al grau de conservació de les estructures hi ha aproximadament un 10% d'evidències de configuració i materials.
Quant a la potencialitat per a la visita del jaciment, cal dir que aquest es troba senyalitzat per ajudar a localitzar-lo i disposa d'un plafó informatiu. Apareixen referències i explicacions d'aquest jaciment en diverses pàgines web, així com a la pàgina web de l'Ajuntament de Costitx. A més, està en projecte la construcció d'un centre d'interpretació del jaciment. D'altra banda, es recull informació d'aquest jaciment en diversos llibres i manuals sobre l'arqueologia de les Illes Balears.